# Taça de Portugal 2023/24
Die Taça de Portugal 2023/24 war die 84. Austragung des portugiesischen Pokalwettbewerbs. Er wurde vom portugiesischen Fußballverband ausgetragen.
In der ersten Runde wurden die 72 Teilnehmer in sechs regionale Gruppen eingeteilt. Dies ermöglichte kürzere Reisen und verbesserte die Spiele mit größerer regionaler Rivalität. 40 weitere Vereine erhielten ein Freilos und starteten in der zweiten Runde.
Die Mannschaften aus der zweitklassigen Liga Portugal 2, die in der zweiten Runde einstiegen, mussten gemäß der Wettbewerbsbestimmungen auswärts antreten. Das Gleiche galt für die Teams der Primeira Liga in der dritten Runde. Ab der vierten Runde wurde dann ohne Beschränkungen gelost.
Alle Begegnungen bis auf das Halbfinale (Hin- und Rückspiel) wurden in einer Partie entschieden. Bei unentschiedenem Ausgang wurde das Spiel um zweimal 15 Minuten verlängert, und wenn nötig im anschließenden Elfmeterschießen entschieden.

## Teilnehmende Teams
| Primeira Liga (18) | Primeira Liga (18) | Liga Portugal 2 (16) | Liga Portugal 2 (16) |
| --- | --- | --- | --- |
| - FC Arouca - Casa Pia AC - GD Chaves - Benfica Lissabon - Sporting Braga - Boavista Porto - GD Estoril Praia - CF Estrela Amadora - Gil Vicente FC                                                                       | - FC Famalicão - SC Farense - Moreirense FC - Portimonense SC - FC Porto - Rio Ave FC - Sporting Lissabon - Vitória Guimarães - FC Vizela                                                                                     | - Académico de Viseu FC - AVS Futebol SAD - Belenenses Lissabon - CD Feirense - Länk FC Vilaverdense - Leixões SC - CD Mafra - Marítimo Funchal                                                                                     | - Nacional Funchal - UD Oliveirense - FC Paços de Ferreira - FC Penafiel - CD Santa Clara - CD Tondela - União Leiria - SC União Torreense |
| Liga 3 (18) | | | |
| - Anadia FC - CF Canelas 2010 * - AD Fafe - FC Felgueiras 1932 - Lusitânia Lourosa | - AD Sanjoanense - CD Trofense * - Varzim SC - SC Vianense - Académica de Coimbra | - FC Alverca - Amora FC - Atlético CP * - Caldas SC | - SC Covilhã * - FC Oliveira Hospital - CA Pero Pinheiro - SU 1º Dezembro * |
| Campeonato de Portugal (53) | | | |
| Gruppe A (13) | Gruppe B (13) | Gruppe C (13) | Gruppe D (14) |
| - Brito SC * - AD Camacha * - Dumiense FC * - AD Limianos - SC Mirandela * - CDC Montalegre - Pevidém SC * - CD Portosantense - GD Ribeirão - GDRC Os Sandinenses - FC Tirsense * - SC Vila Real - GD Vilar de Perdizes * | - Amarante FC * - SC Beira-Mar - Florgrade FC - Gondomar SC - ACDR Lamelas * - AD Marco 09 * - USC Paredes - CF Oliveira do Douro * - Rebordosa AC - SC Salgueiros - SC São João de Ver * - Valadares Gaia FC - AC Vila Meã * | - Benfica e Castelo Branco - CD Gouveia * - GD Fontinhas - SC Lusitânia * - AC Marinhense - Mortágua FC * - CD Rabo Peixe * - GD Peniche - UD Santarém - Sertanense FC * - União de Coimbra - União de Tomar * - Vitória Sernache * | - FC Barreirense * - Clube Oriental de Lisboa * - O Elvas CAD * - GD Fabril do Barreiro - Imortal DC - Juventude Évora - Louletano DC - Lusitano Évora 1911 - LGC Moncarapachense * - Real SC Queluz - FC Serpa - Sport União Sintrense - CF Vasco da Gama * - Vitória Setúbal * |
| Distrikte (41) | | | |
| - GD Alcochetense - Aliados Lordelo - CCR Alqueidão Serra - CD Amiense - Amora FC - Atlético SC Reguengos - União Futebol Comércio e Indústria - FC Flamengos - AC Malveira * - Atlético Arcos * - FC Castrense           | - FC Foz - CF Os Gavionenses - GDR Gafetense * - SC Guadalupe - UD Lanheses * - ADC Lobão - Lusitano FC Vildemoinhos - GD Luzense * - CF Marialvas * - Mondinense FC                                                          | - CD Olivais e Moscavide - CD Operário - ADRC Pedrogão * - Padernense Clube - ACD Penedo Gordo - Sporting Pombal - CD Ponte * - GD Portel - ADC Proença-a-Nova - CDR Quarteirense                                                   | - CD Rebordelo - SC Régua - Santa Maria FC * - UD Tocha - GD Torre de Monvorvo - CD Torres Novas - União Lamas - União Micaelense - SC Vilanovense - Vitória do Pico |

## 1. Runde
Teilnehmer waren 18 Vereine aus der Liga 3, 53 Vereine aus der viertklassigen Campeonato de Portugal und 41 Vereine der Distriktverbände. Davon erhielten insgesamt 40 Vereine ein Freilos. Reservemannschaften von Profiklubs waren nicht teilnahmeberechtigt.

### Série A
| Datum      |                 | Ergebnis              |                     |
| ---------- | --------------- | --------------------- | ------------------- |
| 08.09.2023 | AD Limianos     | 2:2 n. V. (5:3 i. E.) | Varzim SC           |
| 10.09.2023 | AD Fafe         | 1:2                   | FC Felgueiras 1932  |
| 10.09.2023 | SC Vila Real    | 0:2                   | GD Ribeirão         |
| 10.09.2023 | Mondinense FC   | 0:2                   | CDC Montalegre      |
| 10.09.2023 | CD Rebordelo    | 1:3                   | GDRC Os Sandinenses |
| 10.09.2023 | Aliados Lordelo | 1:3                   | SC Vianense         |

### Série B
| Datum      |                   | Ergebnis              |                      |
| ---------- | ----------------- | --------------------- | -------------------- |
| 09.09.2023 | União Lamas       | 2:2 n. V. (2:4 i. E.) | USC Paredes          |
| 10.09.2023 | Rebordosa AC      | 2:1                   | ADC Lobão            |
| 10.09.2023 | SC Salgueiros     | 2:0                   | FC Foz               |
| 10.09.2023 | Lusitânia Lourosa | 10:0                  | SC Régua             |
| 10.09.2023 | CD Portosantense  | 0:0 n. V. (4:2 i. E.) | Gondomar SC          |
| 10.09.2023 | Valadares Gaia FC | 4:0                   | GD Torre de Monvorvo |

### Série C
| Datum      |                          | Ergebnis              |                      |
| ---------- | ------------------------ | --------------------- | -------------------- |
| 09.09.2023 | Académica de Coimbra     | 3:0 n. V.             | União de Coimbra     |
| 10.09.2023 | AD Fornos de Algodres    | 0:5                   | FC Oliveira Hospital |
| 10.09.2023 | Lusitano FC Vildemoinhos | 0:2                   | UD Tocha             |
| 10.09.2023 | Florgrade FC             | 3:1                   | SC Beira-Mar         |
| 10.09.2023 | SC Vilanovense           | 2:0                   | Sporting Pombal      |
| 10.09.2023 | Anadia FC                | 2:2 n. V. (6:7 i. E.) | AD Sanjoanense       |

### Série D
| Datum      |                     | Ergebnis              |                          |
| ---------- | ------------------- | --------------------- | ------------------------ |
| 09.09.2023 | GD Peniche          | 1:1 n. V. (4:2 i. E.) | AC Marinhense            |
| 10.09.2023 | CA Pero Pinheiro    | 1:1 n. V. (5:3 i. E.) | Caldas SC                |
| 10.09.2023 | UD Santarém         | 6:0                   | ADC Proença-a-Nova       |
| 10.09.2023 | FC Alverca          | 13:00                 | CF Os Gavionenses        |
| 10.09.2023 | CCR Alqueidão Serra | 3:2                   | CD Torres Novas          |
| 10.09.2023 | CD Amiense          | 0:7                   | Benfica e Castelo Branco |

### Série E
| Datum      |                       | Ergebnis |                        |
| ---------- | --------------------- | -------- | ---------------------- |
| 09.09.2023 | FC Flamengos          | 0:2      | GD Fontinhas           |
| 10.09.2023 | SC Guadalupe          | 0:1      | GD Fabril do Barreiro  |
| 10.09.2023 | Amora FC              | 8:0      | Vitória do Pico        |
| 10.09.2023 | Real SC Queluz        | 1:2      | CD Olivais e Moscavide |
| 10.09.2023 | União Micaelense      | 1:0      | GD Alcochetense        |
| 10.09.2023 | Sport União Sintrense | 2:0      | CD Operário            |

### Série F
| Datum      |                       | Ergebnis  |                                    |
| ---------- | --------------------- | --------- | ---------------------------------- |
| 10.09.2023 | FC Castrense          | 1:0       | ACD Penedo Gordo                   |
| 10.09.2023 | Padernense Clube      | 1:2 n. V. | FC Serpa                           |
| 10.09.2023 | Lusitano Évora 1911   | 2:0       | União Futebol Comércio e Indústria |
| 10.09.2023 | Juventude Évora       | 3:0       | GD Portel                          |
| 10.09.2023 | Atlético SC Reguengos | 0:2       | CDR Quarteirense                   |
| 10.09.2023 | Louletano DC          | 1:0       | Imortal DC                         |

## 2. Runde
Zu den 36 Siegern der 1. Runde kamen die 40 Teams mit Freilos und 16 Vereine aus der Liga Portugal 2. Diese mussten auswärts antreten. Reservemannschaften von Profiklubs waren nicht teilnahmeberechtigt.
| Datum      |                          | Ergebnis              |                        |
| ---------- | ------------------------ | --------------------- | ---------------------- |
| 23.09.2023 | GD Fabril do Barreiro    | 1:3                   | Marítimo Funchal       |
| 23.09.2023 | CD Trofense              | 0:1 n. V.             | Pevidém SC             |
| 23.09.2023 | O Elvas CAD              | 1:0                   | UD Lanheses            |
| 23.09.2023 | SC São João de Ver       | 0:1                   | Leixões SC             |
| 23.09.2023 | CD Ponte                 | 0:5                   | Länk FC Vilaverdense   |
| 23.09.2023 | Louletano DC             | 0:1                   | AVS Futebol SAD        |
| 23.09.2023 | CD Portosantense         | 0:1                   | Nacional Funchal       |
| 23.09.2023 | UD Tocha                 | 0:1                   | Rebordosa AC           |
| 24.09.2023 | LGC Moncarapachense      | 6:2                   | União Micaelense       |
| 24.09.2023 | Lusitânia Lourosa        | 1:2                   | Académico de Viseu FC  |
| 24.09.2023 | Benfica e Castelo Branco | 1:1 n. V. (6:7 i. E.) | UD Oliveirense         |
| 24.09.2023 | Lusitano Évora 1911      | 0:0 n. V. (2:3 i. E.) | SC Covilhã             |
| 24.09.2023 | SC Lusitânia             | 1:0                   | CF Marialvas           |
| 24.09.2023 | GD Vilar de Perdizes     | 5:1                   | CF Vasco da Gama       |
| 24.09.2023 | CF Canelas 2010          | 5:0                   | GD Fontinhas           |
| 24.09.2023 | Vitória Sernache         | 0:3                   | SC Vianense            |
| 24.09.2023 | Sporting Pombal          | 0:5                   | CD Tondela             |
| 24.09.2023 | Mortágua FC              | 2:1                   | Amora FC               |
| 24.09.2023 | Sertanense FC            | 0:2                   | Amarante FC            |
| 24.09.2023 | ACDR Lamelas             | 1:3                   | FC Tirsense            |
| 24.09.2023 | GD Peniche               | 2:2 n. V. (5:6 i. E.) | CDC Montalegre         |
| 24.09.2023 | Valadares Gaia FC        | 1:1 n. V. (2:4 i. E.) | FC Penafiel            |
| 24.09.2023 | CDR Quarteirense         | 0:1                   | Belenenses Lissabon    |
| 24.09.2023 | Atlético Arcos           | 2:2 n. V. (3:4 i. E.) | AC Malveira            |
| 24.09.2023 | ADRC Pedrogão            | 00:12                 | União Leiria           |
| 24.09.2023 | FC Felgueiras 1932       | 4:0                   | AD Limianos            |
| 24.09.2023 | CCR Alqueidão Serra      | 1:3                   | AD Marco 09            |
| 24.09.2023 | Dumiense FC              | 4:3                   | UD Santarém            |
| 24.09.2023 | GD Ribeirão              | 0:3                   | CD Santa Clara         |
| 24.09.2023 | GDR Gafetense            | 0:5                   | CD Mafra               |
| 24.09.2023 | SC Salgueiros            | 0:1                   | Santa Maria FC         |
| 24.09.2023 | CD Rabo Peixe            | 3:2                   | CF Oliveira do Douro   |
| 24.09.2023 | Clube Oriental de Lisboa | 0:1                   | SC União Torreense     |
| 24.09.2023 | USC Paredes              | 5:1                   | Florgrade FC           |
| 24.09.2023 | Académica de Coimbra     | 3:2                   | FC Oliveira Hospital   |
| 24.09.2023 | FC Castrense             | 0:3                   | AC Vila Meã            |
| 24.09.2023 | AD Sanjoanense           | 0:1                   | Vitória Setúbal        |
| 24.09.2023 | FC Barreirense           | 0:3                   | SC Mirandela           |
| 24.09.2023 | Juventude Évora          | 1:2                   | Sport União Sintrense  |
| 24.09.2023 | FC Serpa                 | 2:1                   | CD Gouveia             |
| 24.09.2023 | Brito SC                 | 0:2                   | CD Feirense            |
| 24.09.2023 | União de Tomar           | 1:2                   | CA Pero Pinheiro       |
| 24.09.2023 | SU 1º Dezembro           | 2:0                   | FC Paços de Ferreira   |
| 24.09.2023 | Atlético CP              | 1:1 n. V. (5:3 i. E.) | FC Alverca             |
| 24.09.2023 | GDRC Os Sandinenses      | 0:1                   | CD Olivais e Moscavide |
| 27.09.2023 | GD Luzense               | 00:3 1                | AD Camacha             |

## 3. Runde
Zu den 46 Siegern der 2. Runde kamen die 18 Vereine der Primera Liga hinzu. Diese mussten auswärts antreten.
| Datum      |                        | Ergebnis              |                      |
| ---------- | ---------------------- | --------------------- | -------------------- |
| 19.10.2023 | Rebordosa AC           | 0:2                   | Sporting Braga       |
| 20.10.2023 | Lusitânia Lourosa      | 1:4                   | Benfica Lissabon     |
| 20.10.2023 | SC Covilhã             | 1:4                   | Portimonense SC      |
| 20.10.2023 | GD Vilar de Perdizes   | 0:2                   | FC Porto             |
| 21.10.2023 | CD Santa Clara         | 2:0 n. V.             | SC Vianense          |
| 21.10.2023 | USC Paredes            | 2:1                   | Moreirense FC        |
| 21.10.2023 | Atlético CP            | 0:1                   | FC Vizela            |
| 21.10.2023 | Nacional Funchal       | 6:1                   | SC Mirandela         |
| 21.10.2023 | AC Vila Meã            | 0:1                   | CF Estrela Amadora   |
| 21.10.2023 | CD Rabo Peixe          | 0:2                   | Casa Pia AC          |
| 21.10.2023 | AC Malveira            | 1:1 n. V. (7:6 i. E.) | AD Marco 09          |
| 21.10.2023 | Leixões SC             | 3:4 n. V.             | Vitória Setúbal      |
| 21.10.2023 | FC Felgueiras 1932     | 1:3                   | FC Arouca            |
| 21.10.2023 | Académico de Viseu FC  | 1:3                   | União Leiria         |
| 21.10.2023 | CD Olivais e Moscavide | 1:3                   | Sporting Lissabon    |
| 22.10.2023 | Sport União Sintrense  | 0:5                   | GD Estoril Praia     |
| 22.10.2023 | SC União Torreense     | 2:1                   | Rio Ave FC           |
| 22.10.2023 | CD Tondela             | 2:1                   | SU 1º Dezembro       |
| 22.10.2023 | Amarante FC            | 1:0                   | Académica de Coimbra |
| 22.10.2023 | CF Canelas 2010        | 0:0 n. V. (5:3 i. E.) | GD Chaves            |
| 22.10.2023 | LGC Moncarapachense    | 1:3                   | Vitória Guimarães    |
| 22.10.2023 | Länk FC Vilaverdense   | 3:2                   | SC Farense           |
| 22.10.2023 | FC Penafiel            | 3:0                   | Santa Maria FC       |
| 22.10.2023 | Dumiense FC            | 1:0                   | AVS Futebol SAD      |
| 22.10.2023 | CDC Montalegre         | 2:1                   | Pevidém SC           |
| 22.10.2023 | CA Pero Pinheiro       | 0:0 n. V. (7:8 i. E.) | FC Serpa             |
| 22.10.2023 | Marítimo Funchal       | 4:1                   | Mortágua FC          |
| 22.10.2023 | O Elvas CAD            | 1:1 n. V. (4:2 i. E.) | FC Tirsense          |
| 22.10.2023 | CD Mafra               | 3:1 n. V.             | CD Feirense          |
| 22.10.2023 | Belenenses Lissabon    | 1:2                   | Gil Vicente FC       |
| 22.10.2023 | UD Oliveirense         | 1:3                   | Boavista Porto       |
| 18.11.2023 | AD Camacha             | 0:5                   | FC Famalicão         |

## 4. Runde
Ab dieser Runde wurden die Paarungen ohne Beschränkung der Ligazugehörigkeit gelost.
| Datum      |                    | Ergebnis              |                      |
| ---------- | ------------------ | --------------------- | -------------------- |
| 24.11.2023 | FC Vizela          | 2:1 n. V.             | CF Estrela Amadora   |
| 24.11.2023 | FC Porto           | 4:0                   | CDC Montalegre       |
| 25.11.2023 | CF Canelas 2010    | 1:3                   | Marítimo Funchal     |
| 25.11.2023 | FC Serpa           | 0:1                   | Gil Vicente FC       |
| 25.11.2023 | Nacional Funchal   | 0:0 n. V. (6:5 i. E.) | Casa Pia AC          |
| 25.11.2023 | Portimonense SC    | 1:4                   | Sporting Braga       |
| 25.11.2023 | FC Penafiel        | 2:2 n. V. (3:2 i. E.) | Vitória Setúbal      |
| 25.11.2023 | Sporting Lissabon  | 8:0                   | Dumiense FC          |
| 25.11.2023 | Vitória Guimarães  | 4:1                   | Länk FC Vilaverdense |
| 25.11.2023 | Benfica Lissabon   | 2:0                   | FC Famalicão         |
| 26.11.2023 | O Elvas CAD        | 1:1 n. V. (1:4 i. E.) | CD Santa Clara       |
| 26.11.2023 | União Leiria       | 5:0                   | AC Malveira          |
| 26.11.2023 | USC Paredes        | 0:2                   | Amarante FC          |
| 26.11.2023 | GD Estoril Praia   | 2:1                   | CD Mafra             |
| 26.11.2023 | SC União Torreense | 1:1 n. V. (2:4 i. E.) | CD Tondela           |
| 26.11.2023 | FC Arouca          | 2:2 n. V. (4:3 i. E.) | Boavista Porto       |

## Achtelfinale
| Datum      |                   | Ergebnis              |                  |
| ---------- | ----------------- | --------------------- | ---------------- |
| 09.01.2024 | Estoril Praia     | 0:4                   | FC Porto         |
| 09.01.2024 | Sporting Lissabon | 4:0                   | CD Tondela       |
| 10.01.2024 | FC Vizela         | 1:0                   | FC Arouca        |
| 10.01.2024 | Marítimo Funchal  | 0:3                   | União Leiria     |
| 10.01.2024 | Benfica Lissabon  | 3:2                   | Sporting Braga   |
| 10.01.2024 | Gil Vicente FC    | 3:1                   | Amarante FC      |
| 11.01.2024 | Vitória Guimarães | 1:0                   | FC Penafiel      |
| 11.01.2024 | CD Santa Clara    | 1:1 n. V. (4:2 i. E.) | Nacional Funchal |

## Viertelfinale
| Datum      |                   | Ergebnis |                   |
| ---------- | ----------------- | -------- | ----------------- |
| 07.02.2024 | União Leiria      | 0:3      | Sporting Lissabon |
| 08.02.2024 | Vitória Guimarães | 3:1      | Gil Vicente FC    |
| 08.02.2024 | FC Vizela         | 1:2      | Benfica Lissabon  |
| 29.02.2024 | CD Santa Clara    | 1:2      | FC Porto          |

## Halbfinale
| Datum               |                   | Gesamt |                  | Hinspiel | Rückspiel |
| ------------------- | ----------------- | ------ | ---------------- | -------- | --------- |
| 29.02. / 02.04.2024 | Sporting Lissabon | 4:3    | Benfica Lissabon | 2:1      | 2:2       |
| 03.04. / 17.04.2024 | Vitória Guimarães | 1:4    | FC Porto         | 0:1      | 1:3       |

## Finale
| Paarung           | FC Porto – Sporting Lissabon |
| Ergebnis          | 2:1 n. V. (1:1, 1:1) |
| Datum             | 26. Mai 2024 um 17:15 Uhr |
| Stadion           | Estádio Nacional, Oeiras |
| Schiedsrichter    | Fábio Veríssimo |
| Tore              | 0:1 Jeremiah St. Juste (20.) 1:1 Evanilson (25.) 2:1 Mehdi Taremi (100., Foulelfmeter) |
| FC Porto          | Diogo Costa – João Mário (46. Mehdi Taremi), Zé Pedro, Otávio, Wendell – Nicolás González (85. Stephen Eustáquio), Alan Varela (85. Marko Grujić) – Francisco Conceição (119. Gonçalo Borges), Pepê (114. Martim Fernandes), Galeno – Evanilson (104. Romário Baró) Cheftrainer: Sérgio Conceição                                             |
| Sporting Lissabon | Diogo Pinto – Jeremiah St. Juste, Gonçalo Inácio, Sebastián Coates (102. Paulinho) – Geny Catamo (71. Ousmane Diomandé), Hidemasa Morita (36. Eduardo Quaresma), Morten Hjulmand, Nuno Santos (83. Ricardo Esgaio) – Francisco Trincão (71. Daniel Bragança), Viktor Gyökeres, Pedro Gonçalves (90. Koba Koindredi) Cheftrainer: Rúben Amorim |
| Gelbe Karten      | João Mário (37.), Alan Varala (66.), Zé Pedro (90.+1), Francisco Conceição (97.), Evanilson (103.), Otávio (110.) – Nuno Santos (30.), Viktor Gyökeres (39.), Daniel Bragança (78.), Luís Neto (81., Ersatzbank), Morten Hjulmand (106.), Paulinho (109.)                                                                                     |
| Platzverweise     | keine – Jeremiah St. Juste (29.) |